# Acclaim Entertainment
Acclaim Entertainment — американский разработчик и издатель компьютерных игр. Компания разрабатывала, издавала, распространяла и обеспечивала рыночную поддержку компьютерных игр на весьма широком разнообразии игровых платформ, в том числе:
- системы Sega: Mega Drive, Saturn, Dreamcast, Game Gear, а также Sega Master System в европейском регионе;
- системы Nintendo: NES, SNES, Nintendo 64, GameCube, Game Boy, Game Boy Color, Game Boy Advance;
- системы Sony: PlayStation, PlayStation 2;
- Microsoft Xbox.
- менее характерные рынки для компании: PC и аркадные автоматы.

После упразднения Acclaim Entertainment в 2004 году права на логотип и торговую марку были приобретены сторонней компанией Acclaim Games (ныне также упраздненной). Throwback Entertainment, издатель компьютерных игр из Канады, приобрел права на более чем 150 наименований из библиотеки игр Acclaim. В июле 2010 компания We Go Interactive (Сеул, Республика Корея) выкупила у Throwback Entertainment все права, относящиеся к Re-Volt, RC Revenge Pro и RC De GO.

## История
Acclaim была создана в 1987 на основе общего корпоративного права штата Делавэр и осуществляла деятельность в США, Великобритании, Германии, Франции, Испании, Австралии и Японии. Несколько лет в начале своего существования компания занималась исключительно изданием компьютерных игр, отдавая разработку игр сторонним компаниям, а также локализацией игр иностранной разработки. По мере роста Acclaim приобрела в собственность несколько независимых разработчиков, включая Iguana Entertainmen (Остин, Техас, США), Probe Entertainment (Лондон, Великобритания) и Sculptured Software (Солт-Лейк-Сити, Юта, США). Последние две из них были приобретены в 1995 году.
Название компании было выбрано так, чтобы при алфавитном перечислении Acclaim находилась выше Activision, выходцем из которой был один из основателей, а также выше Accolade, еще одной компании, основанной выходцами из Activision. Ирония в том, что в своё время тот же принцип применили основатели Activision, будучи выходцами из Atari.
Множество из выпущенных Acclaim игр были лицензированы: игры по мотивам комиксов, телевизионных шоу (включая реслинг и анимационные сериалы), а также кинофильмов. Также компания занималась портированием многих аркадных игр разработки Midway Games в первой половине 1990-х годов, включая серию Mortal Kombat. Другой сферой деятельности было издание компьютерных игр, разработчики которых на момент издания не имели собственного подразделения в США, например Double Dragon II: The Revenge от Technos Japan Corporation или Bust-a-Move от Taito Corporation. Однако в результате плохого состояния рынка аркадных игр, сопряженном со снижением интереса и спадом продаж некоторых из основных игровых серий, Acclaim лишается целого ряда лицензий. Одним из запоздалых ответов на это стал рефакторинг кода игр серии Dave Mirra’s Freestyle BMX.
Менее значительной стороной бизнеса Acclaim было издание «официальных руководств» для их программных продуктов, а также «специальных изданий» журналов комиксов через свою дочернюю компанию Acclaim Comics для поддержки своих наиболее прибыльных брендов. В ходе этой деятельности были разработаны форматы хранения видеоданных ASF/AMC, которые используются до сих пор.
Acclaim долго и успешно сотрудничала с World Wrestling Federation, начиная с выхода игры WWF WrestleMania в 1988 году. Однако после того как игры Acclaim не смогли добиться того же успеха, что и игры по мотивам World Championship Wrestling, изданные THQ/AKI, WWE неожиданно отзывает лицензию Acclaim и передает её THQ в 1999. В ответ на это Acclaim получила лицензию у Extreme Championship Wrestling, издав после этого две игры. На момент своего банкротства в 2001 году, ECW имела задолженность перед Acclaim. Позднее, уже находясь в тяжелом финансовом состоянии в последние годы своего существования, Acclaim выпустила три игры о реслинге под заголовком Legends of Wrestling.
Однако, пока Acclaim медленно приближалась к банкротству, администратором Стивом Пэрри (англ. Steve Perry) был принят ряд спорных маркетинговых и бизнес-решений. Например, компания обещала приз в £500 для родителей из Великобритании, назвавших своего ребенка именем «Turok» как часть кампании по продвижению игры Turok: Evolution. Другим примером может быть попытка приобрести рекламное место на действующем кладбище для поддержки игры по мотивам комикса Shadowman.
В мае 1999 года Acclaim провела глобальный ребрендинг, в ходе которого все внутренние студии были переименованы согласно своему местонахождению.
В 2002 году Acclaim приобретает большую часть имущества студии Software Creations, основав на нем новый коллектив разработчиков — Acclaim Studios Manchester. В декабре того же 2002 года компания решает закрыть студию в Солт-Лейк-Сити, известную ранее как Sculptured Software.
Acclaim становится объектом множества судебных дел, заявителями существенной части которых стали бывшие партнеры. Мэри-Кейт Олсен и Эшли Фуллер Олсен, например, заявили о неоплаченных авторских отчислениях.
Для увеличения продаж в качестве жеста «последней надежды» в последних играх серии BMX — BMX XXX — был добавлен нудистский, эротический и отчасти порнографический контент (FMV-видеовставки со стриптизершами и сценами наездниц). Однако, как и все игры Acclaim того времени, эти игры продавались плохо и саркастически критиковались за контент и плохую игровую механику. Дэйв Мирра (англ. Dave Mirra) публично отказался от причастности к BMX XXХ, утверждая, что он не был привлечен к принятию решения о включении нудистского контента в игру, и подал иск к Acclaim из-за боязни быть ассоциированным с BMX XXX. С другой стороны выступили инвесторы, обвинившие менеджмент Acclaim в публикации отчетности, вводящей в заблуждение.
В результате крайне плохих продаж видеопродукции и компьютерных игр от Acclaim, в 2004 году компания столкнулась с серьезными финансовыми проблемами. Как следствие были закрыты студии Acclaim Studios Cheltenham и Acclaim Studios Manchester в Великобритании и отделения в других местах, а также было подано прошение о защите от кредиторов на основании главы 11 Кодекса США о банкротстве, ввиду чего большинство работников не получили никаких выплат. Среди игр в разработке на тот момент были Emergency Mayhem, Kung Faux и Made Man.
7 сентября 2004 к делу о банкротстве Нью-Йоркского суда по банкротствам США было приобщено заявление о банкротстве Acclaim на основании главы 7 Кодекса США о банкротстве, что фактически уничтожило компанию в результате ликвидации всех имеющихся активов для погашения долга, оцененного максимально в 100 млн долларов США.
В октябре 2004 была предпринята попытка восстановления студий в Челтнеме и Манчестере под новым названием Exclaim, но она провалилась из-за споров относительно прав на интеллектуальную собственность, поднятых как в США, так и в самой Великобритании.
По сообщениям в августе 2005 года Говард Маркс, руководитель из Activision приобрел права на название «Acclaim» за 100 тысяч долларов. В начале 2006 Маркс создает новую компанию, назвав её Acclaim Games. Согласно уставным документам компании, Acclaim Games нацелена на рынки детских и подростковых многопользовательских игр США и Великобритании. Однако, дела у новой инкарнации Acclaim не пошли успешно из-за проблем с подключением, оплатой и недостатком противодействия нечестным игрокам. В результате Acclaim Games получила уровень «F» от отделения Better Business Bureau по Лос-Анджелесу и Южной Калифорнии.
В 2006 году Throwback Entertainment, производитель компьютерных игр, рассматривавший ранее покупку Acclaim Entertainment, сообщил о покупке прав на более чем 150 наименований игр Acclaim и обещал вдохнуть новую жизнь и вывести в следующее поколение такие бренды как Re-Volt, Extreme-G, Gladiator: Sword of Vengeance, Vexx, Fur Fighters и множество других.
В июле 2010 стало известно о сделке между Throwback Entertainment и We Go Interactive, по которой последняя получает все права на интеллектуальную собственность, относящуюся к играм Re-Volt, RC Revenge Pro и RC De Go.

## Дочерние компании

### Студии
- Acclaim Comics, Нью-Йорк, штат Нью-Йорк. Основана в 1989 как Valiant Comics, приобретена в июне 1994.
- Acclaim Studios Austin, Остин, Техас. Основана 14 августа 1991 в Саннивейл, Калифорния как Iguana Entertainment, приобретена в 1995.
- Acclaim Studios London, Лондон, Великобритания. Основана как Probe Software в 1984, приобретена 10 октября 1995.
- Acclaim Studios Salt Lake City, Солт-Лейк-Сити, Юта. Основана как Sculptured Software в 1984, приобретена 9 октября 1995.
- Acclaim Studios Teesside. Teesside, Великобритания. Основана как Optimus Software в 1988, приобретена Iguana Entertainment в 1993, впоследствии выкуплена Acclaim в 1995.
- Acclaim Studios Cheltenham базировалась в Челтнеме, Англия. Студия была основана в 2000 году бывшими сотрудниками юго-западной студии Psygnosis[17].

### Марки
- Arena Entertainment. Основана как Mirrorsoft, приобретена в 1992, не используется с 1994.
- Acclaim Max Sports
- Acclaim Sports
- AKA Acclaim (Athletes Kick Ass)
- Club Acclaim
- Flying Edge. Создана в 1991, не используется с 1994.
- LJN. Основана в 1970, приобретена в 1988, закрыта в 1994. Впоследствии бренда недолго использовался в 2000.

## Игры
| Название                                     | Дата выхода                                         | Платформа                                                                 |
| -------------------------------------------- | --------------------------------------------------- | ------------------------------------------------------------------------- |
| AFL Live 2003                                | 2002                                                | PC, PS2, Xbox                                                             |
| AFL Live 2004                                | 2003                                                | PC, PS2, Xbox                                                             |
| AFL Live Premiership Edition                 | 2004                                                | PC, PS2, Xbox                                                             |
| Alias                                        | 2004                                                | PC, PS2, Xbox, Mobile                                                     |
| Alien 3                                      | 1992                                                | NES                                                                       |
| All-Star Baseball                            |                                                     | PS, PS2, N64, Xbox, Nintendo GameCube                                     |
| ATV Quad Power Racing 2                      | 2003                                                | PS2, Xbox, Nintendo GameCube, GBA                                         |
| Armorines: Project Swarm                     | 1999                                                | PS, N64, GBC                                                              |
| Aggressive Inline                            | 2002                                                | PS2, Xbox, Nintendo GameCube, GBA                                         |
| Batman & Robin                               | 1998                                                | PlayStation                                                               |
| Batman Forever                               | 1995 1996                                           | Super NES, Sega Master System, Mega Drive, Sega Game Gear, Game Boy, PC   |
| Blast Lacrosse                               | 2001                                                | PlayStation                                                               |
| BMX XXX                                      | 2002                                                | Xbox, Nintendo GameCube, PlayStation 2                                    |
| Bubble Bobble also featuring Rainbow Islands | 1995                                                | Sega Saturn, PlayStation                                                  |
| Burnout                                      | 2001 (PlayStation 2) 2002 (Nintendo GameCube, Xbox) | PlayStation 2, Nintendo GameCube, Xbox                                    |
| Burnout 2: Point of Impact                   | 2002 (PlayStation 2) 2003 (Nintendo GameCube, Xbox) | PlayStation 2, Nintendo GameCube, Xbox                                    |
| Bust a Move 2                                | 1997                                                | PlayStation, Sega Saturn, Game Boy                                        |
| Bust a Move 99                               | 1999                                                | PlayStation, Sega Saturn, Nintendo 64, Game Boy                           |
| Constructor                                  | 1997                                                | PC, PlayStation                                                           |
| Crazy Taxi                                   | 2001                                                | PlayStation 2/Nintendo GameCube                                           |
| Demolition man                               | 1995                                                | Sega mega drive, Sega genesis                                             |
| Dave Mirra Freestyle BMX                     | 2000                                                | PlayStation, Dreamcast, Windows PC, Game Boy Color                        |
| Dave Mirra Freestyle BMX 2                   | 2001                                                | PlayStation 2, Nintendo GameCube, Xbox, Game Boy Advance                  |
| Dave Mirra Freestyle BMX 3                   | 2002                                                | Game Boy Advance                                                          |
| Dragonheart: Fire & Steel                    | 1996 1997                                           | Playstation, Sega Saturn, Game Boy, PC                                    |
| ECW Anarchy Rulz                             | 2000                                                | PS, Dreamcast                                                             |
| ECW Hardcore Revolution                      | 2000                                                | PS, N64, Dreamcast, GBC                                                   |
| 18 Wheeler: American Pro Trucker             | 2001 (PlayStation 2) 2002 (Nintendo GameCube)       | PlayStation 2/Nintendo GameCube                                           |
| Extreme-G                                    | 1997                                                | N64                                                                       |
| Extreme-G 2                                  | 1998                                                | N64, PC                                                                   |
| XG3: Extreme G Racing                        | 2001                                                | PS2, Nintendo GameCube                                                    |
| XGRA: Extreme-G Racing Association           | 2004                                                | PS2, Nintendo GameCube, Xbox                                              |
| Fantastic Four                               | 1997                                                | PS                                                                        |
| Forsaken                                     | 1998 1999                                           | Windows, PlayStation, Nintendo 64                                         |
| Fur Fighters                                 | 2000 (Dreamcast, Windows) 2001 (PlayStation 2)      | Dreamcast, Windows, PlayStation 2                                         |
| Gladiator: Sword of Vengeance                | 2003                                                | PS2, Xbox, PC                                                             |
| Iggy's Reckin' Balls                         | 1998                                                | N64                                                                       |
| Jupiter Strike                               | 1995                                                | PS                                                                        |
| Kevin Sheedy AFL Coach 2002                  | 2001                                                | PC                                                                        |
| Legends of Wrestling                         | 2001 (PlayStation 2) 2002 (Xbox, Nintendo GameCube) | PS2, Xbox, Nintendo GameCube                                              |
| Legends of Wrestling II                      | 2002                                                | PS2, Xbox, Nintendo GameCube                                              |
| The Uncanny X-Men                            | 1989                                                | NES                                                                       |
| Machines                                     | 1999                                                | PC                                                                        |
| Mary-Kate and Ashley: Get A Clue             | 1999                                                | Game Boy                                                                  |
| Mary-Kate and Ashley: Get A Clue 2           | 2000                                                | Game Boy Color                                                            |
| Mary-Kate and Ashley: Magical Mystery Mall   | 1999                                                | Playstation, PC                                                           |
| Mortal Kombat                                | 1992                                                | Game Boy, Game Gear, Sega Mega Drive/Genesis, Sega CD, Sega 32X, SNES, PC |
| Sword Maker 2: Descent                       | 1994                                                | Game Gear, PC                                                             |
| Mortal Kombat II                             | 1993                                                | Game Boy, Game Gear, Sega Mega Drive/Genesis, Sega 32X, SNES, PC          |
| NBA Jam                                      | 2003                                                | PlayStation 2, Xbox                                                       |
| NBA Jam Extreme                              | 1996 1997 (Windows)                                 | Arcade, PlayStation, Sega Saturn, PC                                      |
| NFL Quarterback Club                         |                                                     | PS, N64, Game Boy, Game Gear, Sega Genesis, Sega 32X, Sega Saturn, SNES   |
| NHL Breakaway                                | 1998 1999                                           | N64, Playstation, Dreamcast                                               |
| Othello                                      | 1988                                                | NES                                                                       |
| Paris-Dakar Rally                            | 2001                                                | PC, PlayStation 2                                                         |
| Paris-Dakar 2: The World’s Ultimate Rally    | 2003                                                | PlayStation 2, Xbox, Nintendo GameCube                                    |
| Re-Volt                                      | 1999                                                | PS, N64, Dreamcast, PC, Arcade                                            |
| Revolution X                                 | 1995                                                | Super NES, Mega Drive/Genesis, Sega Saturn, PlayStation                   |
| World Championship Rugby                     | 2004                                                | PC, PlayStation 2, Xbox                                                   |
| Shadow Man                                   | 1999                                                | N64, PS, PC, Dreamcast                                                    |
| Shadow Man: 2econd Coming                    | 2001                                                | PS2                                                                       |
| Showdown: Legends of Wrestling               | 2003                                                | PS2, Xbox                                                                 |
| Smash TV                                     | 1990                                                | NES                                                                       |
| South Park                                   | 1998                                                | PS, N64, PC                                                               |
| South Park Rally                             | 2000                                                | PS, N64, PC, Dreamcast                                                    |
| South Park: Chef's Luv Shack                 | 1999                                                | PS, N64, PC, Dreamcast                                                    |
| Space Jam                                    | 1996                                                | PS, Sega Saturn, PC                                                       |
| Spider-Man: Return of the Sinister Six       | 1992 1993                                           | NES, Master System, Game Gear                                             |
| Spider-Man and the X-Men in Arcade’s Revenge | 1992 1993 1994                                      | SNES, Mega Drive/Genesis, Game Gear, Game Boy                             |
| Spider-Man and Venom: Maximum Carnage        | 1994                                                | SNES, Mega Drive/Genesis                                                  |
| Spider-Man and Venom: Separation Anxiety     | 1995                                                | SNES, Mega Drive/Genesis, PC                                              |
| Spider-Man: The Animated Series              | 1995                                                | SNES, Mega Drive/Genesis                                                  |
| Stargate                                     | 1994                                                | SNES                                                                      |
| Summer Heat Beach Volleyball                 | 2001                                                | PS2                                                                       |
| The Simpsons: Bart & the Beanstalk           | 1994                                                | Game Boy                                                                  |
| The Simpsons: Bartman Meets Radioactive Man  | 1992                                                | NES, Game Gear                                                            |
| The Simpsons: Bart vs. The Space Mutants     | 1991                                                | NES, Master System, Mega Drive/Genesis, Game Gear                         |
| The Simpsons: Bart vs. the World             | 1991                                                | Amiga, Atari ST, NES, Master System, Game Gear                            |
| The Simpsons: Bart vs. The Juggernauts       | 1992                                                | Game Boy                                                                  |
| The Simpsons: Bart's Nightmare               | 1992 1993 1994                                      | SNES, Mega Drive/Genesis                                                  |
| Total Recall                                 | 1990                                                | NES                                                                       |
| Trickstyle                                   | 1999                                                | Dreamcast, PC                                                             |
| Trog!                                        | 1991                                                | NES, MS-DOS                                                               |
| Turok: Dinosaur Hunter                       | 1997                                                | N64, PC, Game Boy                                                         |
| Turok 2: Seeds of Evil                       | 1998                                                | N64, GBC, PC                                                              |
| Turok 3: Shadow of Oblivion                  | 2000                                                | N64, GBC                                                                  |
| Turok: Rage Wars                             | 1999                                                | N64, GBC                                                                  |
| Turok: Evolution                             | 2002                                                | PS2, Xbox, Nintendo GameCube, PC                                          |
| Vexx                                         | 2003                                                | PS2, Xbox, Nintendo GameCube                                              |
| Virtua Tennis 2                              | 2002                                                | PS2                                                                       |
| Virtual Bart                                 | 1994                                                | SNES, Mega Drive/Genesis                                                  |
| WWF In Your House                            | 1996                                                | PlayStation, Sega Saturn                                                  |
| WWF WrestleMania                             | 1988                                                | NES                                                                       |
| WWF WrestleMania: The Arcade Game            | 1996                                                | PC, SNES, Mega Drive/Genesis, Sega Saturn, PlayStation                    |
| WWF War Zone                                 | 1998                                                | PS, N64, Sega Saturn (Cancelled)                                          |
| WWF Attitude                                 | 1999                                                | PS, N64, Dreamcast                                                        |
| WWF Raw                                      | 1995                                                | SNES, Megadrive/Genesis, Sega 32x, Game Boy                               |
| WWF Royal Rumble                             | 1994                                                | SNES, Megadrive/Genesis, Game Boy                                         |
| X-Men: Children of the Atom                  | 1997                                                | Sega Saturn, PC, PlayStation                                              |